# Нокдаун (фільм)
«Нокдаун» (калька з російської, англ. Cinderella Man, укр. Попелюх) — художній фільм 2005 року, від режисера Рона Говарда.

## Сюжет
Зазнавши декількох поразок поспіль, Джеймс Бреддок, боксер-важкоатлет, що подавав надії, вимушений кинути спорт. За часів Великої депресії Бреддок береться до будь-якої роботи, щоби прогодувати свою дружину Мей і дітей. При цьому він усе ще сподівається повернутися на ринг. І одного разу йому надається такий шанс.

## В ролях
- Рассел Кроу — Джеймс Бреддок
- Рене Зеллвегер — Мей Бреддок
- Пол Джиаматті — Джо Гоулд
- Брюс Макгілл — Джеймс Джонстон
- Пітер МакНіл — електрик
- Коннор Прайс
- Нік Сміт
- Меттью Дж. Тейлор
- Крейг Бірко
- Бойд Бенкс
- Педді Консідайн
- Даррін Браун
- Рон Канада
- Фульвіо Чечере

## Нагороди
Три номінації на премію «Оскар».
- Найкраща чоловіча роль другого плану
- Найкращий монтаж
- Найкращий грим

Дві номінації на премію «Золотий Глобус».
- Найкраща чоловічу роль — драма
- Найкраща чоловіча роль другого плану

## Цікаві факти
- В основі фільму реальна історія боксера Джеймса Бреддока, режисер відновив його бої і будинок боксера.
- Рассел Кроу схуд для зйомок у фільмі на 25 кілограмів. До ролі боксера його готував Костя Цзю.
- За сюжетом фільму Макс Бер вбив на ринзі двох боксерів — Френкі Кемпбелла і Ерні Шаафа. Насправді Бер смертельно нокаутував лише одного противника — Френкі Кемпбелла. Шааф був смертельно поранений іншим боксером — Прімо Карнерою.
- Син Макса Бера, а також частина експертів боксу визнали, що фільм є недостовірним, так як заради возвеличення Бреддока був принижений Бер.
- Спочатку планувалось, що картину поставить Ласс Халлстрем.
- Під час одного з тренувань Рассел Кроу вивихнув плече. Через це прийшлось відкласти зйомки на два місяці.
- Противниками Кроу на ринзі були професійні боксери. Для того, щоби переконати глядача, свої удари вони повинні були зупиняти настільки близько до тіла Рассела, наскільки це було можливо. Як і слід було очікувати, деколи актору добряче перепадало.
- Окрім іншим пошкоджень, Рассел Кроу отримав струс мозку і зламав декілька зубів.
- Важко повірити, але деякий час жінка Пенні Маршалл намагалась зняти фільм власноручно. В результаті вона обмежилась роллю продюсера.
- Розмарі Девітт, що виконує роль сусідки Сари Вілсон насправді є внучкою справжнього Джиммі Бреддока.
- Малі касові збори картини стали причиною унікальної акції. Декілька кінотеатрів пообіцяли повертати гроші за квиток тим глядачам, яким не сподобається «Нокдаун».
- Багато відомих акторів претендували на роль Джиммі Бреддока. Серед них: Клайв Овен, Метт Деймон, Біллі Боб Торнтон і Марк Волберг.
- У Макса Бера було єврейське коріння. На його спортивних трусах була вишита Зірка Давида, яку можна побачити під час боїв. Перед кожним своїм поєдинком Бер робив сальто назад, яке стало його візиткою.
- Джеймс Бреддок був старшим, ніж Макс Бер, всього на 3 роки і 8 місяців.
- Чистий удар від Арта Ласкі Бреддок пропустив тільки в останньому, 15 раунді.